# کازادرو (اورگان)
کازادرو (به انگلیسی: Cazadero) یک منطقهٔ مسکونی در ایالات متحده آمریکا است که در شهرستان کلاکاماس، اورگن واقع شده‌است.